# Liste des phares de Belgique
Cette page dresse la liste des phares de Belgique. Ils sont tous situés en province de Flandre-Occidentale étant donné qu'il s'agit de la seule province belge ayant un littoral. Néanmoins, nous pouvons également citer le Mémorial Albert Ier à Liège qui fut, autrefois, utilisé comme un phare. 
| Phare                        | Lieu         | Activité                                                                   | Hauteur                                       | Portée                          | Année de construction | Architecte         | Photo                 |
| ---------------------------- | ------------ | -------------------------------------------------------------------------- | --------------------------------------------- | ------------------------------- | --------------------- | ------------------ | --------------------- |
| Phare de Nieuport            | Nieuport     | Actif (gardé jusque 1963)                                                  | 29 m (28 m au-dessus du niveau de la mer)     | Fl(2) R 14 s (16 milles marins) | 1949                  |                    | Phare de Nieuwpoort   |
| Phare d'Ostende              | Ostende      | Actif                                                                      | 57,5 m (65 m au-dessus du niveau de la mer)   | Fl(3) W 10 s (27 milles marins) | 1949                  |                    | Lange Nelle           |
| Phare de Blankenberge        | Blankenberge | Actif                                                                      | 32,5 m (33,9 m au-dessus du niveau de la mer) | Fl(2) W 8 s (20 milles marins)  | 1950? 1951? 1954?     |                    | Phare de Blankenberge |
| Phare de Zeebruges           | Zeebruges    | Actif                                                                      | 24 m au-dessus du niveau de la mer            | Oc WR 15 s (20 milles marins)   |                       |                    | Phare de Zeebruges    |
| Haut phare de Heist          | Heist        | Inactif depuis 1983                                                        | 34 m                                          |                                 | 1907                  |                    | Haut phare de Heist   |
| Petit phare de Heist (nl)    | Heist        | Inactif depuis 1983                                                        |                                               |                                 |                       |                    | Petit phare de Heist  |
| Phare de Knokke (nl)         | Knokke       | Inactif depuis 1914-1918, démoli le 20 février 1952 (réplique depuis 2007) | 26,5 m                                        |                                 | 1er juillet 1872      | ingénieur E. Piens | Phare de Knokke       |
| Phare d'Ostende (1771)       | Ostende      | Démoli vers 1940                                                           |                                               |                                 | 1771                  |                    |                       |
| Phare d'Ostende (1858)       | Ostende      | Démoli                                                                     | 57 m au-dessus du niveau de la mer            |                                 | 1858                  |                    |                       |
| Phare de Blankenberge (1870) | Blankenberge | Démoli en 1944                                                             | 25,2 m                                        |                                 |                       |                    |                       |
| Phare de Nieuport (1923)     | Nieuport     | Démoli en septembre 1944                                                   |                                               |                                 | 1923                  |                    |                       |
| Phare de Nieuport (1881)     | Nieuport     | Démoli en octobre 1914                                                     | 28 m                                          |                                 | 1881                  |                    |                       |
| Vierboete (1284)             | Nieuport     | Démoli en 1914                                                             | 20 m                                          |                                 | 1284                  |                    |                       |
| Mémorial Albert Ier          | Liège        | Inactif                                                                    | 42 m                                          |                                 | 1939                  | Joseph Moutschen   | Mémorial Albert 1er   |

### Sources
- (nl) vuurtorens.net

### Traduction
- (nl) Cet article est partiellement ou en totalité issu de l’article de Wikipédia en néerlandais intitulé « Lijst van vuurtorens in België » (voir la liste des auteurs).